# カシムラ
株式会社カシムラ（英: Kashimura co.,LTD.）は、東京都足立区綾瀬に本社を置く、携帯電話用品やカー用品、海外旅行用品などを製造・販売しているメーカー。
カーアクセサリー小物全般、スマートフォン用充電器、Bluetoothヘッドセット、海外旅行用変圧器・変換プラグ、生活家電、トラックミラー、道路保安用品など多岐にわたる。

## 沿革
- 1955年1月 - 個人商店として創業。
- 1966年2月 - 株式会社樫村用品製作所を設立。
- 1985年4月 - 東京都葛飾区堀切へ、堀切工場を設立。
- 1989年11月 - 代表取締役に樫村隆雄が就任。
- 1991年6月 - 社名を株式会社カシムラへ変更。
- 1996年8月 - 東京都葛飾区西亀有へ、西亀有工場を設立。
- 1996年9月 - 大阪営業所を開設。
- 1997年9月 - 福岡営業所を開設。
- 2000年6月 - 名古屋営業所を開設。
- 2005年10月 - 東京都足立区綾瀬へ、本社屋設立。東京都足立区綾瀬6丁目9番地28号へ移転。
- 2009年8月 - 代表取締役に樫村英之が就任。
- 2020年3月 - 東京都足立区大谷田へ、大谷田倉庫設立。